# 黄花店镇
黄花店镇，是中华人民共和国天津市武清区下辖的一个乡镇级行政单位。

## 行政区划
黄花店镇下辖以下地区：
一街村、二街村、三街村、四街村、五街村、刘庄村、晏庄村、鱼市庄村、西后庄村、西田庄村、东田庄村、崔胡营村、冀营村、包营村、杨营村、胡营村、甄营村、八里桥村、邵七堤村、罗古判村、解口村和马营村。